# Circo de Gavarnie

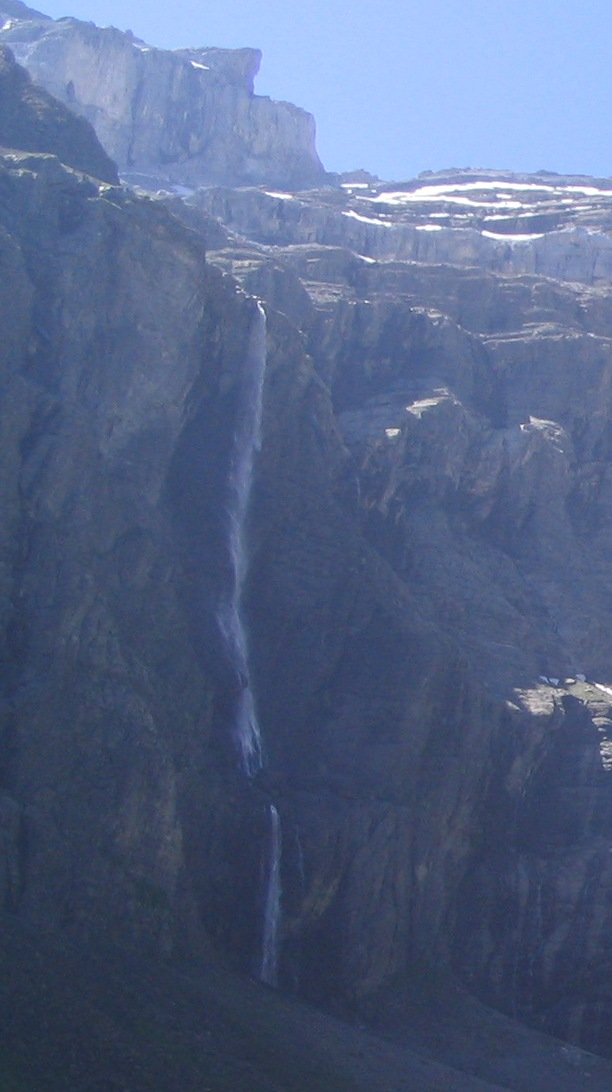
Cascada de Gavarnie. Con sus más de 400 m de altura, es la más alta de Europa.

El circo de Gavarnie (del francés: Cirque de Gavarnie) forma parte del macizo de Monte Perdido, que fue declarado en 1997 Patrimonio de la Humanidad por la Unesco. La cascada de Gavarnie es una de las más altas de Europa, con más de 400 m de caída vertical. El  circo de Gavarnie está situado en los Pirineos, en la comuna francesa de Gavarnie (Altos Pirineos), en región de Occitania, dentro del parque nacional de los Pirineos.  
De un diámetro de seis kilómetros, esta muralla rocosa, maravilla de la naturaleza, es uno de los sitios más visitados de todos los Pirineos franceses. El terreno calcáreo, gris, ocre o rosa, ha sido retorcido y elevado hasta más de 3000 m de altitud.
La pared alcanza 1500 m de altura desde el fondo del valle hasta algunas de las cumbres más altas del Pirineo, como el pico Gran Astazu, el pico Marboré, la Torre de Marboré, el pico Casco de Marboré y el pico Taillón. La brecha de Rolando es una curiosidad geológica, una puerta en la cresta rocosa, accesible desde el puerto de Bujaruelo, al que se llega fácilmente por la estación de esquí de Gavarnie-Gèdre. También se puede llegar a Bujaruelo por una empinada ruta, con anchura en algún tramo para un solo vehículo, a la que se accede a la izquierda, nada más pasar el puente de Torla, donde empieza la vía de acceso al parque nacional del valle de Ordesa.

## Panoramas

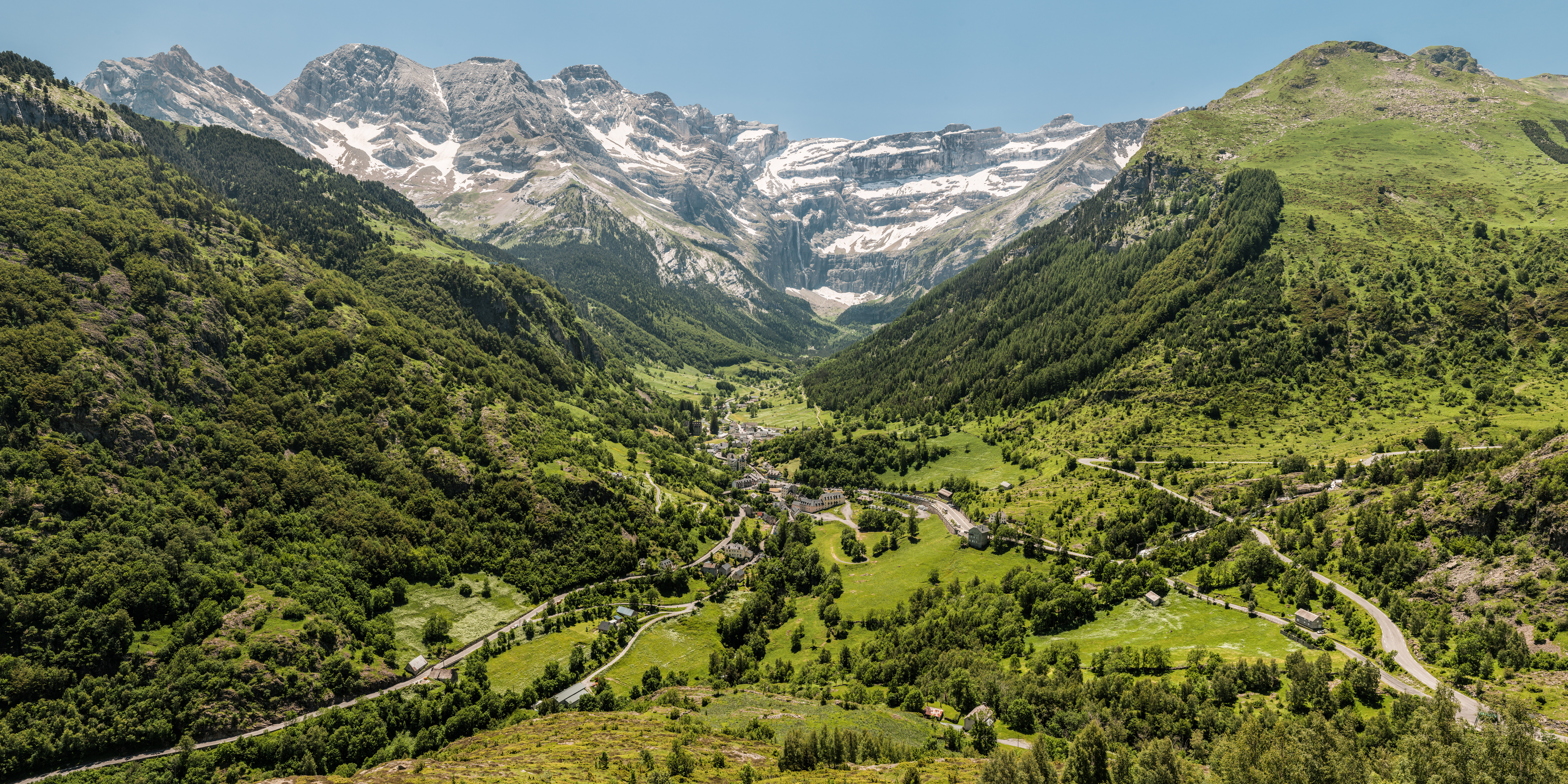
Localidad y circo glaciar
Vista lejana de la cascada de Gavarnie